# Maria Porta Escoda
Maria Porta Escoda   (Vila-sana, 29 de novembre de 1997) és una jugadora d'hoquei sobre patins catalana que fa les funcions de capitana  del primer equip del Club Patí Vila-sana a la vegada que és entrenadora d'equips de les categories inferiors.

## Trajectòria
Porta va començar a practicar l'hoquei sobre patins als sis anys en el marc d'una activitat extraescolar que donaria lloc a la fundació del Club Patí Vila-sana. El 2014 l'equip va quedar tercer al Campionat d'Espanya Femení sub-16 i va aconseguir l'ascens a Nacional Catalana, l'avantsala de l'OK Lliga. A més, va quedar subcampió a l'Europeu Femení Copa sub-17 en el que va ser el debut en un torneig internacional del club català. Un any després, el 2015, el CP Vila-sana va assolir el Campionat d'Espanya Femení sub-16, en la seva quarta participació en el campionat, i va fer seu aquest títol per primer cop. Posteriorment, el 2017, després de dos anys intentant-ho, l'equip va obtenir l'ascens a l'OK Lliga femenina.
Més endavant, la temporada 2024-25, després d'haver guanyat la Supercopa espanyola, el seu primer títol, el CP Vila-sana es va proclamar campió del món en vèncer 3-5 al Club Patí Fraga a la final disputada l'Estadi Aldo Cantoni de la ciutat argentina de San Juan.